# Libnotes taficola
Libnotes taficola là một loài ruồi trong họ Limoniidae. Chúng phân bố ở miền Australasia.